# Ardisia ensifolia
Ardisia ensifolia E.Walker – gatunek roślin z rodziny pierwiosnkowatych (Primulaceae). Występuje naturalnie w Chinach – w prowincjach Kuangsi oraz Junnan. 

## Morfologia
PokrójZimozielony krzew dorastający do 1 m wysokości.
LiścieBlaszka liściowa jest skórzasta i  ma równowąskie lub równowąsko lancetowate kształt. Mierzy 10–12 cm długości oraz 1–2,5 cm szerokości, jest niemal całobrzega, ma klinową nasadę i spiczasty wierzchołek. Ogonek liściowy jest nagi i ma 3–8 mm długości.
KwiatyZebrane w wierzchotkach (o 2–7 cm długości) przypominających baldachy, wyrastających z kątów pędów. Mają działki kielicha o eliptycznym kształcie i dorastające do 2–3 mm długości. Płatki są podługowato odwrotnie jajowate i mają białą barwę.
OwocPestkowce mierzące 6 mm średnicy, o kulistym kształcie i czerwonej barwie.

## Biologia i ekologia
Rośnie na terenach bagnistych oraz w lasach. Występuje na wysokości około 700 m n.p.m.